# Кармен (балет Пети)
«Карме́н» (фр. Carmen) — одноактный балет Ролана Пети на музыку Жоржа Бизе из оперы «Кармен» в аранжировке и оркестровке Томми Десерра. В основе либретто лежит новелла Проспера Мериме с тем же названием. Художник по костюмам и сценограф — Антони Клаве, художник по свету — Дэвид Эллиотт.
Спектакль был поставлен Роланом Пети в расчёте на собственные силы и дарование балерины Зизи Жанмер, впоследствии ставшей его супругой. Премьера состоялась 21 февраля 1949 года в лондонском Принц-театре, во время гастролей «Балета Парижа» в Великобритании, дирижёр — Жан Гиттон.

## Первый состав
Главные партии исполняли Зизи Жанмер (Кармен), Ролан Пети (Дон Хосе) и Серж Перро (Тореадор).
В остальных ролях:
- Разбойница — Белинда Райт[англ.]
- Главарь разбойников — Гордон Гамильтон[англ.]
- Табачницы — Нина Бибикова, Урсула Каблер, Мирей Лефевр, Джой Уильямс
- Разбойники — Стэнли Холл[англ.], Гэбриэл Хьюбард, Грегор Монжиан

## Постановки в других театрах
- 1960 — Королевский балет Дании, Копенгаген; исполнители главных партий Кирстен Симон[англ.], Флеминг Флиндт[англ.], Хенинг Кронстам[англ.], Эрик Брун.
- 1965 — Городской балет Йоханнесбурга; исполнители главных партий Д. Жосси, Р. Бестонсо.
- 1967 — Гамбургский оперный театр
- 1966 — Большой театр Гётеборга
- 1974 — Балет Марселя
- 1998 — Мариинский театр, постановка Франсуазы Адре и Яна Брекса; Кармен — Алтынай Асылмуратова, дон Хосе — Ислом Баймурадов (затем — Диана Вишнёва и Фарух Рузиматов[* 1]), Разбойница — Марина Чиркова[2].

## Экранизации
- 1960 — «Раз, два, три, четыре, или Чёрные чулочки», режиссёр Теренс Янг (Кармен — Зизи Жанмер, дон Хосе — Ролан Пети).
- 1980 — «Кармен», режиссёр Дирк Сандерс[фр.] (Кармен — Зизи Жанмер, дон Хосе — Михаил Барышников, Тореадор — Дени Ганьо, Предводитель контрабандистов — Луиджи Бонино[фр.], в остальных ролях — артисты Марсельского балета).
- 2006 — «Кармен», спектакль Парижской национальной оперы, дирижёр Пол Коннелли (Кармен — Клермари Оста[фр.], дон Хосе — Николя Ле Риш, Тореадор — Гийом Шарло).

дуэт Кармен и Хосе
- 1985 — Наталия Макарова и Дени Ганьо, фрагмент фильма «Наташа», режиссёр Дерек Бейли (Derek Bailey).
- ? — Алессандра Ферри и Лоран Илер.